# Rivière Pierrefonds
Rivière Pierrefonds är ett vattendrag i Kanada.   Det ligger i provinsen Québec, i den sydöstra delen av landet, 400 km norr om huvudstaden Ottawa. Rivière Pierrefonds ligger vid sjön Lac Davis.
I omgivningarna runt Rivière Pierrefonds växer i huvudsak barrskog. Trakten runt Rivière Pierrefonds är nära nog obefolkad, med mindre än två invånare per kvadratkilometer.